# Mausoleum Schilizzi

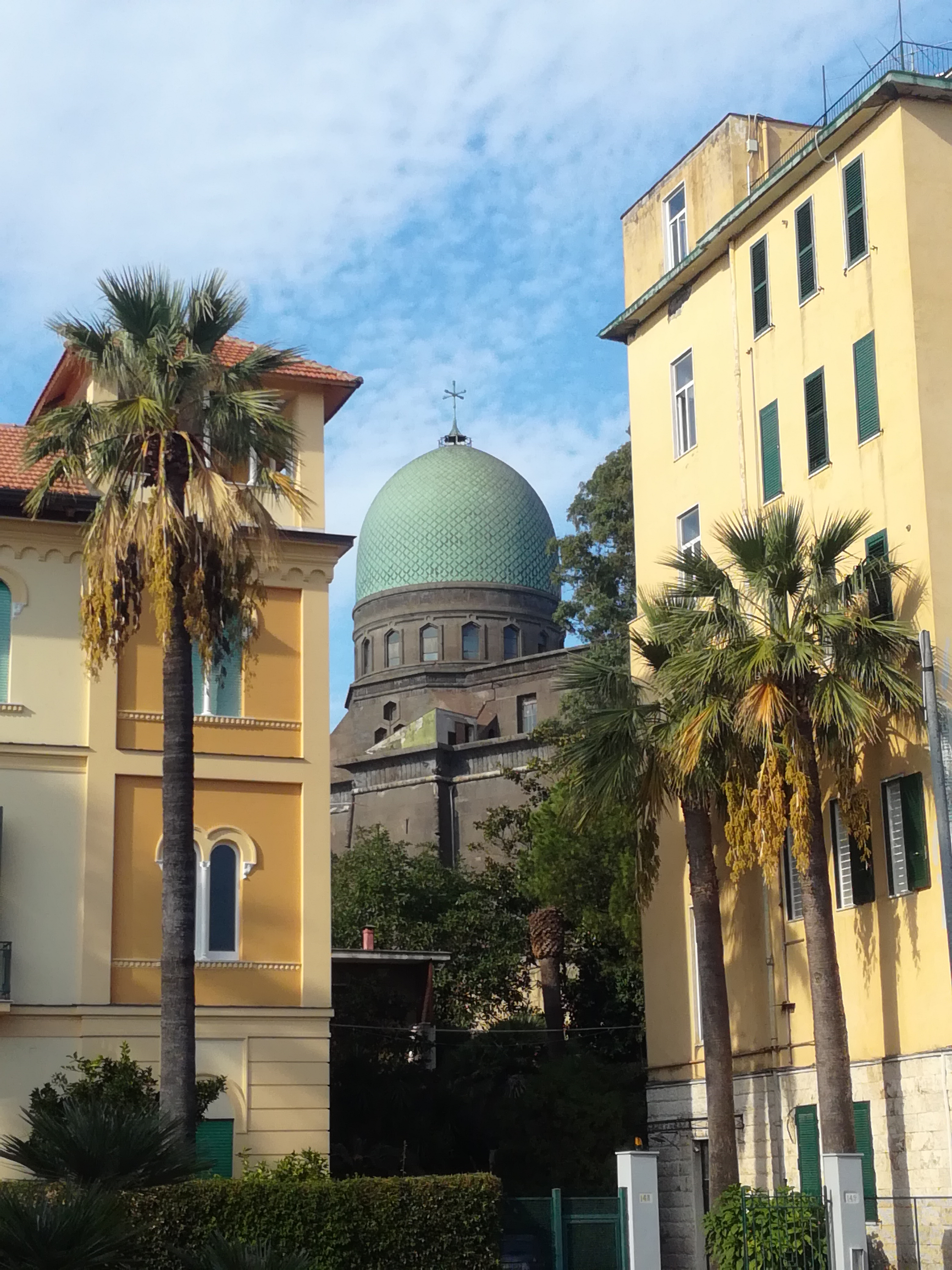
Mausoleum Schilizzi in Napels

Het Mausoleum Schilizzi (19e eeuw) bevindt zich in de Italiaanse stad Napels, in de wijk Posillipo. Het is eigendom van de stad en huldigt de Napolitanen die sneuvelden in de twee Wereldoorlogen.

## Naam
- Mausoleum Schilizzi, genoemd naar de bouwheer Matteo Schilizzi (19e eeuw)
- Mausoleum van Posillipo, naar de gelijknamige wijk
- Ara Votiva of votiefaltaar

## Historiek
In de jaren 1880-1889 vond de bouw plaats. De gefortuneerde bankier Matteo Schilizzi wenste een mausoleum te bouwen waar heel zijn familie kon begraven worden. Hij koos voor een park op een heuvel; vanop het terras is er een panoramisch zicht op de Baai van Napels. Zo zou hij in alle rust bij zijn geliefden kunnen blijven.
Binnen telt het gebouw twee niveaus. Het gelijkvloers kan gebruikt worden als kapel. De eerste verdieping is ingericht voor graftombes en wordt overdekt door een koepel. De stijl is grotendeels Egyptisch. Nochtans zijn er naast Egyptische sculpturen in koper en palmboommotieven, ook Romeinse vazen, kariatiden zoals in een Griekse tempel en fresco’s gekopieerd van het Oude Rome. De koepel is een kopie van een moskeekoepel.
De bouwactiviteit viel stil in 1889. Het mausoleum bleef lange tijd verwaarloosd. Niemand van de familie Schilizzi was er begraven.
In 1921 kocht de stad Napels het onafgewerkte gebouw met het verwilderde park. Zij liet het afwerken en inrichten als monument voor Napolitanen gesneuveld tijdens de Eerste Wereldoorlog. Sommigen van hen werden er ten grave gedragen. 
Na de Tweede Wereldoorlog deed de stad hetzelfde voor de doden in de Tweede Wereldoorlog, met inbegrip van de Vier Dagen van Napels (1943).